# Zwischenlager Nord
Das Zwischenlager Nord (ZLN, auch Zwischenlager Lubmin)  ist eine kerntechnische Anlage zur  Aufbewahrung von schwach-, mittel- und hochradioaktivem Abfall. Es liegt im Osten Mecklenburg-Vorpommerns in der Gemeinde Rubenow, direkt angrenzend an das Gelände des ehemaligen Kernkraftwerks Greifswald-Lubmin.
Die Einrichtung ist eine hundertprozentige Tochtergesellschaft der bundeseigenen Entsorgungswerke für Nuklearanlagen GmbH (EWN) und wird von diesen betrieben. Das Zwischenlager Nord ist eines von drei zentralen Zwischenlagern in Deutschland. Die beiden anderen sind das Zwischenlager Gorleben (Niedersachsen) und das Zwischenlager Ahaus (Nordrhein-Westfalen). Außerdem gibt es  dezentrale Zwischenlager direkt an den Standorten der Kernkraftwerke.

## Planung
Ursprünglich wurde das Zwischenlager Nord geplant, um ausschließlich die radioaktiven Abfälle der beiden ehemaligen Kernkraftwerke der DDR aufzunehmen. Die Kernkraftwerke Greifswald-Lubmin (fünf Reaktoren) und Rheinsberg (ein Reaktor) wurden 1990 abgeschaltet. Der Rückbau dieser beiden Atomkraftwerke wird ebenfalls durch EWN vorgenommen.
Der Bau des Zwischenlagers wurde im September 1992 beantragt und im Juli 1994 genehmigt.

## Aufbau und Betrieb
Die knapp dreijährigen Bauarbeiten in Lubmin wurden im August 1997 beendet. Die Baukosten betrugen nach Angaben des Betreibers 240 Millionen Euro.
Das Zwischenlager Nord kann sowohl Abfälle aus dem Rückbau von Kernkraftwerken, als auch Brennstäbe in Transportbehältern einlagern. Es besteht aus acht Hallen, die baulich voneinander getrennt sind, sich aber in einem 18 Meter hohen Gebäude befinden. Die Hallen 1 bis 5 können alle Arten von Gebinden aufnehmen. In der Halle 1 befindet sich die Landessammelstelle für die Bundesländer Mecklenburg-Vorpommern und Brandenburg. In den Hallen 6 und 7 werden Großkomponenten, wie ehemalige kontaminierte Reaktorbauteile, gelagert. Die Halle 8 ist für die Lagerung von Brennelementen in maximal 80 Castor-Transportbehältern vorgesehen.
Die Einrichtung erhielt am 5. November 1999 eine Genehmigung, schwach- und mittelradioaktive Stoffe unbefristet und hochradioaktive Stoffe befristet bis zum Jahr 2039 zu lagern.
Die Einlagerung von hochradioaktivem Abfall aus den Kernkraftwerken Greifswald-Lubmin und Rheinsberg fand zwischen Dezember 1999 und Mai 2006 statt. Am 10. Dezember 1999 wurde der erste Brennelementebehälter vom Typ Castor 440/84 erfasst, inzwischen sind insgesamt 65 derartige Spezialbehälter in unterschiedlichen Typen im Bestand.
Bis zur Inbetriebnahme des Zwischenlagers Nord wurden die Brennelemente aus Greifswald und Rheinsberg in einem Zwischenlager für Abgebrannte Brennelemente unter Wasser (ZAB) aufbewahrt. Insgesamt befanden sich zum Zeitpunkt der Abschaltung am Standort Greifswald in den Kernkraftwerkblöcken und dem Nasslager 4802 bestrahlte Brennelemente. Am Standort Rheinsberg waren weitere 246 Brennelemente vorhanden. Diese Brennelemente sollen in den nächsten Jahren vollständig in ein Trockenlager (ZLN) umgelagert werden.

## Erweiterung

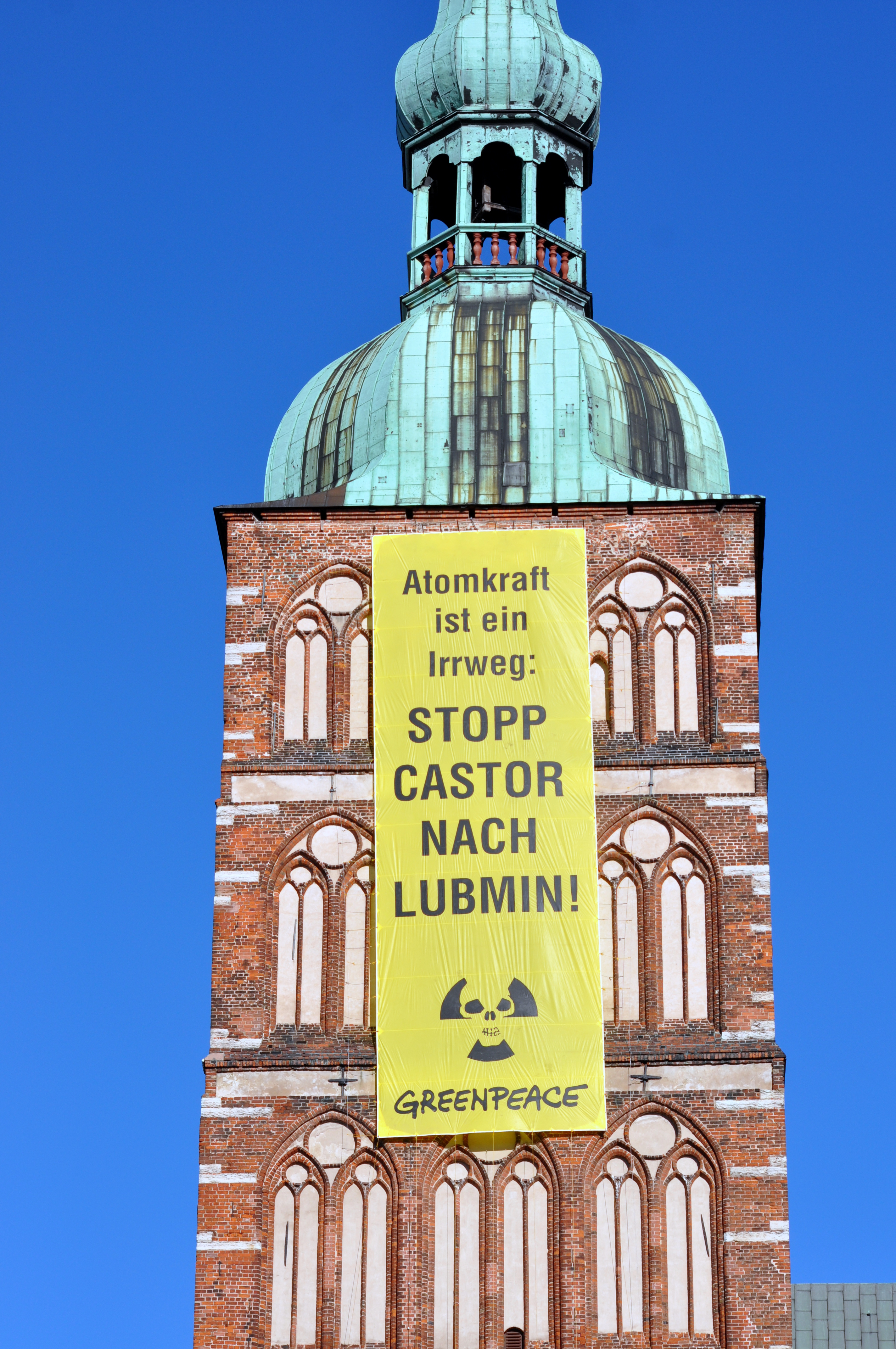
Ein Protest gegen die Transporte an der St.-Nikolai-Kirche in Stralsund im Februar 2011

Im April 2005 wurde die Einlagerung von radioaktivem Abfall aus den alten Bundesländern in das Zwischenlager Nord beantragt. Die Erlaubnis hierfür erteilte das Bundesamt für Strahlenschutz im Mai 2010. Ebenfalls genehmigt wurde der Transport von vier Castorbehältern aus dem südfranzösischen Kernforschungszentrum Cadarache nach Lubmin durch die Nuclear Cargo + Service GmbH. Beide Genehmigungen waren bis 31. Dezember 2010 befristet.
Der Transportzug aus Cadarache startete am 14. Dezember 2010 und erreichte Lubmin zwei Tage später. Die Herkunft der Brennstäbe in den vier Behältern wird mit „2000 bis 3000“ von der 1991 stillgelegten Kompakten Natriumgekühlten Kernreaktoranlage („Schneller Brüter“) des Karlsruher Institut für Technologie und mit 52 des 1979 außer Betrieb gestellten Nuklearschiff Otto Hahn angegeben.
Insgesamt dürfen damit bisher 585 Tonnen hochradioaktiver Abfall in das Zwischenlager Nord eingelagert werden. Nachdem am 17. Februar 2011 ein weiterer Transportzug mit fünf Castoren aus der stillgelegten Wiederaufarbeitungsanlage Karlsruhe das Zwischenlager erreichte, sind 74 der 80 Castor-Stellpätze belegt.

## Kritik
Die Erweiterung des Zwischenlagers Nord stößt in der Region auf parteiübergreifenden Widerstand. Von verschiedenen Stellen, so vom damaligen Ministerpräsidenten Mecklenburg-Vorpommerns Erwin Sellering und wie auch von mehreren Umweltorganisationen, wurde ähnliche Kritiken geäußert, dass die Einlagerung von „westdeutschem Atommüll“ nach „Ostdeutschland“ dem Verursacherprinzip widerspräche.
Der Bund prüft (Stand Sommer 2011) die Rechtslage; zum Beispiel die Frage, ob das Land Mecklenburg-Vorpommern für eine dem Bund gehörende Anlage überhaupt die Genehmigung versagen kann.
Die Rechtslage zwischen Bund und Bundesland erscheint nicht eindeutig.
Der Bund beruft sich auch darauf, dass „auf diese Weise die bundesweit einmaligen technischen Möglichkeiten des ZLN und das Know-how der Betreiber für eine größere Anzahl von Anlagen nutzbar gemacht werden“. Das diene der Weiterentwicklung des Industriestandortes Lubmin und sichere Arbeitsplätze in Mecklenburg-Vorpommern. Bis zur Landtagswahl in Mecklenburg-Vorpommern 2011 am 4. September war das Thema ein Wahlkampfsthema.

## Zwischenfälle
Mit Stand vom 31. Dezember 2023 gab es im Zwischenlager Nord vier meldepflichtige Ereignisse gemäß Atomrechtlicher Sicherheitsbeauftragten- und Meldeverordnung.